# Raúl Varela
Raúl Varela ist ein ehemaliger mexikanischer Fußballspieler auf der Position eines Außenverteidigers.

## Leben
Varela spielte seit Eintritt des Club León zur Saison 1944/45 in die ein Jahr zuvor eingeführte mexikanische Profiliga bei den Esmeraldas, mit denen er zwischen 1948 und 1952 dreimal die mexikanische Meisterschaft gewann.
Seinen ersten Länderspieleinsatz absolvierte Varela am 25. September 1949 im entscheidenden WM-Qualifikationsspiel-Spiel gegen Kuba (3:0). Während er in dieser Begegnung im Mittelfeld eingesetzt wurde, agierte er in seinen drei nächsten Länderspielen, die die mexikanische Nationalmannschaft im Rahmen ihrer Teilnahme an der 1952 in Chile erstmals ausgetragenen Panamerikanischen Fußballmeisterschaft absolvierte, in der Abwehr. Überhaupt wurde in allen fünf Spielen der Mexikaner bei diesem Turnier die komplette Defensive von „El Tri“ (Torhüter und Abwehr) ausschließlich von Spielern des Club León gebildet.

## Erfolge
- Mexikanischer Meister: 1948, 1949, 1952
- Pokalsieger: 1949
- Supercup: 1948, 1949